# Sent Harriòu
Sent Harriòu (en francès Saint-Ferréol-de-Comminges) és un municipi francès situat al departament de l'Alta Garona i a la regió d'Occitània.